# محافظة غوسونغ (غانغوون)
محافظة غوسونغ (غوسونغ غون) هي محافظة في مقاطعة غانغوون، كوريا الجنوبية. وبلغ عدد سكانها 62،446 نسمة عام 2001.

## أعلام
- كيم دوك كو

## وصلات خارجية
- الصفحة الرئيسية لحكومة المحافظة نسخة محفوظة 19 أكتوبر 2005 على موقع واي باك مشين.